# Piet Laros
Petrus (Piet) Laros (Loon op Zand, 11 februari 1901 – Nijkerk, 1 januari 1997) was een van de eerste Nederlandse vrijwilligers in de Spaanse Burgeroorlog. Hij vertrok, zodra hij hoorde van de inval van Franco in Zuid-Spanje om de wettige Spaanse regering omver te werpen, in 1936, op de fiets naar Parijs, waar hij werd opgevangen door andere socialistische jongeren, en tersluiks door de autoriteiten, tijdens de regering onder leiding van Léon Blum. Hij raakte in Spanje meermaals gewond. In de Tweede Wereldoorlog zat Laros in het verzet en belandde uiteindelijk in concentratiekamp Buchenwald.
In 1946 kreeg Laros als een van de weinige Spanjestrijders de Nederlandse nationaliteit terug die hem was ontnomen omdat hij in vreemde krijgsdienst was gegaan. Vele medestrijders van Laros moesten nog jaren wachten, en kregen toen tot hun grote weerzin hun nationaliteit simultaan met nazi-gezinde landgenoten, die in de Tweede Wereldoorlog dienst hadden genomen in het Duitse leger, terug.
In 1968 maakte Theo Uittenbogaard een VARA-radio-documentaire, getiteld De Oorlog Duurt Voort, over oud-Spanjestrijders, onder wie Laros, na hun terugkeer in Nederland, en hun frustratie dat zij na de Tweede Wereldoorlog in meerderheid dezelfde behandeling kregen als zij die 'fout' waren geweest. In 1969, dertig jaar na het einde van de Spaanse burgeroorlog protesteerde Laros nog steeds en opnieuw op het Binnenhof tegen deze 'historische schanddaad': "Waarom zijn na dertig jaar nog steeds anti-fascistische oud-spanjestrijders staatloos? Waarom ?"
In 1976 werd Laros bekend door een documentaire die Cherry Duyns over hem maakte.